# Лешник, Аугуст
А́угуст Ле́шник (хорв. August Lešnik; 16 июля 1914, Загреб, Австро-Венгрия — 24 февраля 1992, Загреб, Хорватия) — хорватский и югославский футболист, игравший на позиции нападающего, и футбольный тренер.

## Клубная карьера
Аугуст Лешник начинал свою футбольную карьеру в 1929 году в загребском клубе «Дерби», в котором он провёл пять лет. После короткого периода в загребской «Шпарте» Лешник в 1936 году присоединился к загребскому «Граджянски». В его составе он дважды становился лучшим бомбардиром чемпионата Югославии: в сезоне 1937/38 он забил 17 голов в 18 матчах первенства, а в следующем сезоне — 22 мяча в 18 играх. Весной 1937 года в гостевом поединке с БСК Лешник сделал хет-трик за первые семь минут матча.
В 1936 году Лешник забил три гола в товарищеском матче с английским «Ливерпулем», который завершился победой «Граджянски» со счётом 5:1.
После Второй мировой войны «Граджянски» был распущен коммунистическими югославскими властями, а Лешник продолжил играть в новообразованном загребском «Динамо». 

## Карьера в сборной
9 мая 1937 года Аугуст Лешник дебютировал в составе сборной Югославии, выйдя в основном составе в гостевом товарищеском матче против команды Венгрии. На 42-й минуте этой игры он забил гол.  
Лешник также выступал за сборную Хорватии, представлявшую Хорватскую бановину, проведя за неё три матча, и Независимое государство Хорватия (6 игр). За Хорватию он забил шесть голов, в том числе сделав хет-трик в домашней товарищеской игре со Словакией 6 сентября 1942 года и дубль в аналогичном поединке против словаков 9 апреля 1944 года.

## Достижения

### В качестве игрока
«Граджянски»
- Чемпион Югославии (2): 1936/37, 1939/40
- Чемпион Хорватии (2): 1941, 1943
- Обладатель Кубка Хорватии (1): 1941

## Статистика выступлений
| Клуб                | Сезон            | Лига | Лига | Кубки | Кубки | Кубок Митропы | Кубок Митропы | Итого | Итого |
| Клуб                | Сезон            | Игры | Голы | Игры  | Голы  | Игры          | Голы          | Игры  | Голы  |
| ------------------- | ---------------- | ---- | ---- | ----- | ----- | ------------- | ------------- | ----- | ----- |
| Граджянски (Загреб) | 1936/37          | 15   | 16   | 3     | 3     | 0             | 0             | 18    | 19    |
| Граджянски (Загреб) | 1937/38          | 16   | 17   | 4     | 2     | 2             | 0             | 22    | 19    |
| Граджянски (Загреб) | 1938/39          | 19   | 22   | 5     | 1     | 0             | 0             | 24    | 23    |
| Граджянски (Загреб) | 1939/40          | 28   | 40   | 0     | 0     | 0             | 0             | 28    | 40    |
| Граджянски (Загреб) | 1940/41          | 16   | 27   | 0     | 0     | 3             | 0             | 19    | 27    |
| Граджянски (Загреб) | 1941/42          | 8    | 9    | 2     | 2     | -             | -             | 10    | 11    |
| Граджянски (Загреб) | 1942             | 8    | 5    | -     | -     | -             | -             | 8     | 5     |
| Граджянски (Загреб) | 1942/43          | 20   | 28   | -     | -     | -             | -             | 20    | 28    |
| Граджянски (Загреб) | 1943/44          | 14   | 17   | -     | -     | -             | -             | 14    | 17    |
| Граджянски (Загреб) | 1944/45          | 1    | 2    | 1     | 0     | -             | -             | 2     | 2     |
| Граджянски (Загреб) | Итого            | 145  | 183  | 15    | 8     | 5             | 0             | 165   | 191   |
| Динамо (Загреб)     | 1945/46          | 2    | 4    | -     | -     | -             | -             | 2     | 4     |
| Динамо (Загреб)     | 1948/49          | 1    | 0    | 0     | 0     | -             | -             | 1     | 0     |
| Динамо (Загреб)     | Итого            | 3    | 4    | 0     | 0     | 0             | 0             | 3     | 4     |
| Всего за карьеру    | Всего за карьеру | 148  | 187  | 15    | 8     | 5             | 0             | 168   | 195   |